# ایتابا
ایتابا (به پرتغالی: Itaúba) یک منطقهٔ مسکونی در برزیل است که در ماتو گروسو واقع شده‌است. ایتابا ۳٬۷۰۴ نفر جمعیت دارد.